# Park Narodowy Cahuinarí
Park Narodowy Cahuinarí (hiszp. Parque nacional natural Cahuinarí) – park narodowy w południowej części Kolumbii położony w departamencie Amazonas. Został utworzony 20 października 1986 roku i zajmuje obszar 5584,95 km². Na południowy wschód od niego znajduje się Park Narodowy Río Puré, a na północny wschód Park Narodowy Yaigojé Apaporis.

## Opis
Park obejmuje fragment Niziny Amazonki. Jego północną granicę stanowi rzeka Caquetá. Inne większe rzeki to Cahuinarí i Bernardo. Całą powierzchnię parku pokrywa puszcza amazońska. Wzdłuż rzeki Caquetá znajdują się niewielkie osady rdzennej ludności z plemion Bora, Miraña, Andoque, Nonuya-Muinane i Huitoto.
Średnia roczna temperatura w parku wynosi +27 °C, a średnie roczne opady 3500 mm.

## Flora
Flora parku jest typowa dla puszczy amazońskiej. Występuje tu około 1100 gatunków roślin. W parku rosną m.in.: euterpa warzywna, Euterpe precatoria, Mauritia flexuosa, Astrocaryum chambira, Oenocarpus bataua, Macleania rupestris, Macoubea guianensis, Chrysobalanus icaco, Platonia insignis, olejowiec czarnojądrowy, Eugenia stipitata, puchowiec pięciopręcikowy, Cedrelinga cateniformis oraz drzewa z rodzaju Cedrela.

## Fauna
Ssaki występujące w parku to zagrożone wyginięciem (EN) arirania amazońska i inia amazońska, narażone na wyginięcie (VU) mrówkojad wielki, tapir amerykański, pekari białobrody, wełniak brunatny, pigmejka karłowata, ocelot tygrysi i zębolita olbrzymia, a także m.in.: tamandua południowa, leniwiec pstry, pekariowiec obrożny, mazama ruda, mazama szara, paka nizinna, akuczi rudy, pancernik dziewięciopaskowy, saki szara, sajmiri wiewiórcza, wyjec rudy, titi obrożny, ostronos rudy, kinkażu żółty, hirara amerykańska, wydrak długoogonowy, ocelot wielki, ocelot nadrzewny, puma płowa, jaguarundi amerykański, jaguar amerykański.
Ptaki to m.in.: czapla biała, ślepowron zwyczajny, tygryska rdzawoszyja, dławigad amerykański, ara ararauna, ara żółtoskrzydła, amazonka modrobrewa, kusacz duży, kusacz czarnogłowy, penelopa zielonawa, czubacz koralowy.
Gady i płazy tu żyjące to narażone na wyginięcie (VU) Podocnemis unifilis i żabuti leśny, a także m.in.: arrau, żabuti czarny, kajman Schneidera, kajman czarny, Osteocephalus taurinus.
W rzekach parku występują ryby takie jak m.in.: paraiba, Platynematichthys notatus, sum czerwonoogonowy, Sorubimichthys planiceps.